# Caco Morán
Alejandro Morán Santamaría (Gijón, Asturias, España, 30 de abril de 1973), conocido como Caco Morán, es un exfutbolista español que jugaba de centrocampista. Actualmente, es el analista del primer equipo del Real Sporting de Gijón.

## Clubes
| Club                       | País   | Año       |
| -------------------------- | ------ | --------- |
| Real Sporting de Gijón "B" | España | 1990-1994 |
| Real Sporting de Gijón     | España | 1994-1995 |
| Real Sporting de Gijón "B" | España | 1995-1996 |
| Levante U. D.              | España | 1996-1997 |
| C. F. Extremadura          | España | 1997-1998 |
| C. D. Numancia de Soria    | España | 1998-2001 |
| R. C. Recreativo de Huelva | España | 2001-2002 |
| Real Jaén C. F.            | España | 2002-2004 |
| Real Oviedo                | España | 2004-2007 |
| C. D. Lealtad              | España | 2007-2009 |